# Hiram Hudson Benedict
Hiram Hudson Benedict (* 12. April 1901 in Riverside, Kalifornien; † 17. November 1984 in Nordland auf Marrowstone Island bei Seattle, Washington) war ein amerikanischer Architekt. Er gilt als Schüler von Frank Lloyd Wright und wurde vor allem durch die von ihm entworfene Villa Boulder Reign in Carefree (Arizona) bekannt, die im Film Zabriskie Point von Michelangelo Antonioni eine wichtige Rolle spielt.

## Leben
Hiram Hudson „Benny“ Benedict wuchs in Riverside (Kalifornien) als Sohn des Farmers Charles Benedict und dessen Frau Edith auf und hatte keinen College-Abschluss. Er wollte in der Schulzeit zunächst Ingenieur werden, belegte in der High School jedoch einen Kurs im Technischen Zeichen bei Floyd E. Brewster, der sein Talent erkannte und ihm zur Architektenbildung riet.
Um 1920 arbeitete er als Architekturzeichner in Los Angeles für mehrere damals prominente Architekten wie James Osborne Craig und John C. Austin. Letzterer soll ihn ermuntert haben, auf Wanderschaft zu gehen und nirgendwo länger als ein Jahr zu bleiben. Benedict folgte offensichtlich diesem Rat. 1922 war er kurzzeitig beim Architekten George Washington Smith in Santa Barbara beschäftigt, in den Jahren 1926 und 1927 arbeitete er in New York bei James Gamble Rogers, wo er am Entwurf für die Sterling Memorial Library der Universität Yale beteiligt war. Im Anschluss kehrte Benedict nach Los Angeles zurück und arbeitete für Walker & Eisen am El Mirador Hotel. In der Weltwirtschaftskrise ab 1929 war Benedict als Designer in einem Architekturbüro in Detroit tätig. 1934 fand er eine Beschäftigung bei der Federal Housing Authority (FHA) in Los Angeles.
1935 zog er nach Palm Springs um, wo er für mehrere andere Architekten und Gene Verge als Entwurfszeichner arbeitete. Kurz darauf gründete er mit seinem frühen Förderer Brewster die Partnerschaft „Brewster & Benedict“, deren erstes großes Projekt eines von insgesamt drei Musterhäusern des Bullocks Department Store war. Das Pacific Building, ein Einkaufszentrum im italienischen Renaissance-Stil mit elf Geschäften und 18 Wohnungen, förderte den Umsatz weiter und 1937 konnten die viel beschäftigten Architekten mit ihrem Büro in ein größeres, für 5000 Dollar errichtetes Gebäude am North Palm Canyon 419 umziehen.
1938 endete die Zusammenarbeit mit Brewster und Benedict schloss sich mit Robert M. Finlayson zur Partnerschaft „Finlayson & Benedict“ zusammen. Sie planten die Colonialounge und mehrere Residenzen für den Projektentwickler Karl de Laittre. Nachdem Finlayson sich schon im Januar 1939 demonstrativ aus der Firma zurückzog und in der örtlichen Desert Sun annoncierte, nicht länger für finanzielle Verbindlichkeiten zu haften, wechselte Benedict für ein Jahr nach Phoenix, kehrte jedoch auf Wunsch von Karl de Laittre nach Palm Springs zurück und eröffnete 1940 ein Büro im dortigen McManus-Gebäude am North Palm Canyon Drive 315. Im Zweiten Weltkrieg war er als Armee-Architekt für den 13. Marine-Distrikt mit Sitz in Sand Point bei Seattle tätig. Er blieb nach Kriegsende noch einige Monate in der Stadt und wurde Partner bei Bain, Overturf, Turner & Associates.
1946 machte er in Palm Springs eine Zweigstelle der Firma auf. In dieser Zeit entwarf er für den Thunderbird Country Club ein Gebäude im Ranch-Stil und errichtete ein Girl Scout Youth Center an der Avenida de los Caballeros, verlegte sein Büro jedoch schon bald wieder nach Phoenix, wo er auf Bitten von Royal Lescher für das Büro Lescher & Mahoney die Landschaftsarchitektur für den Außenbereich des neu erbauten St. Joseph-Krankenhauses übernahm.
Schließlich eröffnete Benedict in Scottsdale sein eigenes Büro. Mehrere Hollywood-Stars, darunter Charlie Chaplins Sohn Sydney, John Ireland und Joanne Dru erwarben Anfang der 1950er Jahre auf dem dortigen Camelback Mountain ein größeres Gelände und beschäftigten Benedict als Architekten für eine Club-Anlage und ein Musterhaus, das John Ireland bezog. Das Areal mit fünf Tennisplätzen hieß Paradise Valley Racquet Club und ist heute als Schutzgebiet Camelback Mountain bekannt (Sanctuary on Camelback Mountain). Es wurde 2007 aufwändig saniert. Seit 1956 war Benedict Mitglied des American Institute of Architects. In den frühen 1960er Jahren ließ sich Benedict in Carefree (Arizona) nieder, wo er mit den dortigen Projektentwicklern befreundet war und zahlreiche Anwesen plante, darunter auch das von Loyal Davis, dem Vater von Nancy Reagan, Henry Sturgis, Eugene Casserole, Clare Boothe Luce und Howard Ahara. Mitte der 1970er Jahre zog er nach Las Vegas um, wo er für das Dunes-Casino arbeitete. Seinen Lebensabend verbrachte er im kleinen Dorf Nordland (Washington) bei Seattle, wo er im November 1984 verstarb.
Bei den Dreharbeiten von Michelangelo Antonionis Zabriskie Point war Benedict technischer Berater. Seine für Carl Hovgaard gebaute Villa Boulder Reign in der Nähe von Carefree wurde für die Innenaufnahmen angemietet, als Attrappe auf dem Gelände der Southwestern Studios in Scottsdale nachgebaut und am Ende des Films zur Musik von Pink Floyd effektvoll in die Luft gesprengt. Das Originalgebäude erwarb später der reichste Supermarkt-Besitzer von Phoenix, Rusty Lyon.
Zu den bemerkenswerten Bauten, die er außerhalb des Großraums Phoenix errichtete, gehört das 1959 im polynesischen Stil errichtete Half Moon Inn in San Diego.
Benedict war acht Mal verheiratet. Von seiner ersten Frau Margaret Mildred Robinson, die er 1919 heiratete, ließ er sich 1936 scheiden. Im Jahr darauf ehelichte er Evelyn Cady. Mit seiner dritten Frau Lucile war er von 1951 bis zu ihrem Tod 1954 verheiratet. Im selben Jahr heiratete er seine vierte Frau Capi, die ein Jahr später verstarb. Noch im selben Jahr, 1955, heiratete er abermals Evelyn Cady, ließ sich von ihr jedoch innerhalb eines Monats wieder scheiden. Ebenfalls noch 1955 wurde Lois Grace seine Frau, eine Künstlerin aus La Jolla. Sie sollte später als Landschaftsarchitektin mit Benedict zusammenarbeiten und entwarf auch die Außenanlagen der berühmten Boulder Reign-Villa. Lois Grace starb im September 1988.

## Zitat über Hiram Hudson Benedict
“Considering that he had no college education and basically learned by the seat of his pants, he was a great talent and his projects were well received. He was a great salesman. He would sketch upside down in front of clients and that alone knocked their socks off.”

„Dafür, dass er keinen College-Abschluss hatte und alles durch Erfahrung lernte, war er ein großes Talent mit bemerkenswertem Erfolg. Er war ein begnadeter Verkäufer. Für seine Klienten skizzierte er verkehrt herum [also richtig herum aus ihrer Sicht] und allein das ließ sie aus den Latschen kippen.“